# Daran
 (janvier 2020).
La mise en forme du texte ne suit pas les recommandations de Wikipédia : il faut le « wikifier ».
Les points d'amélioration suivants sont les cas les plus fréquents. Le détail des points à revoir est peut-être précisé sur la page de discussion.
- Les titres sont pré-formatés par le logiciel. Ils ne sont ni en capitales, ni en gras.
- Le texte ne doit pas être écrit en capitales (les noms de famille non plus), ni en gras, ni en italique, ni en « petit »…
- Le gras n'est utilisé que pour surligner le titre de l'article dans l'introduction, une seule fois.
- L'italique est rarement utilisé : mots en langue étrangère, titres d'œuvres, noms de bateaux, etc.
- Les citations ne sont pas en italique mais en corps de texte normal. Elles sont entourées par des guillemets français : « et ».
- Les listes à puces sont à éviter, des paragraphes rédigés étant largement préférés. Les tableaux sont à réserver à la présentation de données structurées (résultats, etc.).
- Les appels de note de bas de page (petits chiffres en exposant, introduits par l'outil «  Source ») sont à placer entre la fin de phrase et le point final[comme ça].
- Les liens internes (vers d'autres articles de Wikipédia) sont à choisir avec parcimonie. Créez des liens vers des articles approfondissant le sujet. Les termes génériques sans rapport avec le sujet sont à éviter, ainsi que les répétitions de liens vers un même terme.
- Les liens externes sont à placer uniquement dans une section « Liens externes », à la fin de l'article. Ces liens sont à choisir avec parcimonie suivant les règles définies. Si un lien sert de source à l'article, son insertion dans le texte est à faire par les notes de bas de page.
- La présentation des références doit suivre les conventions bibliographiques. Il est recommandé d'utiliser les modèles {{Ouvrage}}, {{Chapitre}}, {{Article}}, {{Lien web}} et/ou {{Bibliographie}}. Le mode d'édition visuel peut mettre en forme automatiquement les références.
- Insérer une infobox (cadre d'informations à droite) n'est pas obligatoire pour parachever la mise en page.

Pour une aide détaillée, merci de consulter Aide:Wikification.
Si vous pensez que ces points ont été résolus, vous pouvez retirer ce bandeau et améliorer la mise en forme d'un autre article.
Pour les articles homonymes, voir Daran (homonymie).
Daran, de son nom complet Jean-Jacques Daran, né le 4 avril 1959 à Turin en Italie, est un chanteur et compositeur français. Daran est l'auteur de 11 albums studio et 1 album live en 32 ans (de 1992 à 2024).

## Biographie

### Les années 1990
Le premier album, marqué d'influences rock/blues, J'évite le soleil réalisé par Antoine Essertier, après une signature chez WEA Music, paraît en 1992. Son deuxième album, paru en 1995, Huit barré, connait le succès, grâce au tube Dormir dehors. En 1997, sort Déménagé, co-réalisé par Yarol Poupaud (ex-FFF), l'album est un succès[réf. nécessaire].

### Les années 2000

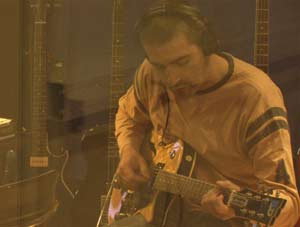
Daran

En 2000 paraît Augustin & Anita, un album élaboré avec Philippe Paradis, Erik Fostinelli et Sylvain Joasson, et enregistré dans un ancien cinéma, dans les conditions du live. En 2003, sort Pêcheur de pierres, écrit principalement par Pierre-Yves Lebert, ami de longue date. Daran n'a composé encore que sur des textes d'Alana Filippi.
Sur scène, le groupe a évolué au cours des années pour trouver, de 2004 à 2010, une formation composée de Jean Daniel Glorioso à la batterie, Erik Fostinelli à la basse, Franck Terranova aux claviers et guitare, et Stéphane Terranova à la guitare.
2004 marque une nouvelle relation entre Daran et ses fans. Acteur actif dans l'organisation des Daran Awards, concours de reprise organisé à l'initiative d'un fan, il suit avec attention l'organisation et invite les deux lauréats - dont notamment Bastien Lucas pour Extrême - à jouer leur reprise à l'occasion des dates parisiennes de la tournée, à L'Européen. Le 16 octobre, il offre aux fans du forum de ce même site un concert privé acoustique, dans le bar qui a accueilli ses premiers concerts, Le Pélican, dans l'Essonne, et reprend l'intégralité du premier album, J'évite le soleil.
En 2006, il est compositeur et réalisateur de nombreux projets : Johnny Hallyday, Florent Pagny, Maurane, Sylvie Vartan et Michel Sardou.
L'album suivant, Le Petit Peuple du bitume, sorti en 2007, est un concept proche de ceux des années 1970, album composé tel un titre unique de 55 minutes. Les textes sont de Pierre-Yves Lebert, Christophe Miossec et Didier Balducci. Un an après la sortie de l'album, de nouveaux Daran Awards sont organisés. 
À l'été 2008, à l'occasion des 20 ans des Francofolies de Spa, une carte blanche est proposée à Daran. Sur la grande scène Pierre Rapsat, devant 10 000 personnes, il invite entre autres MC Solaar, Stanislas, Maurane, Steeve Estatof, le comédien Kad Merad, ou encore Calogero.
Novembre 2009, Daran présente Couvert de poussière, un CD regroupant plusieurs titres issus de ses six précédents albums, ainsi qu’un titre inédit, Les filles qui font la gueule. Ce CD accompagne la sortie d'une BD au titre éponyme, racontant une histoire originale à partir des chansons de Daran. Elle est imagée par le dessinateur Michel Alzéal, auteur de L’EpouvanPaille, Appartement 23, L’Animal à 6 pattes, Le Pantin et Boule de neige.

### Les années 2010
En octobre 2010, Daran annonce au journal Le Devoir de Montréal qu'il entend s'établir au Québec avec sa compagne, pour des raisons personnelles, professionnelles et « un brin politiques ».
Fin février 2011, Daran participe au Tahiti Festival Guitare.
Le 1er juin, sort en France le premier film de Kad Merad,  Monsieur Papa, dont la bande originale a été composée par Daran. Daran chante, pour la première fois, des textes en anglais, écrits par son compagnon de route Pierre-Yves Lebert. Un livre de photos de Rémi Coignard-Friedman, intitulé Daran, One week in Soho, est publié le 19 octobre de la même année. Ce livre contient des photos de l'enregistrement en studio des musiques du film. Un CD audio est fourni avec le livre, incluant les deux titres Beauty is on the road et Bird.

Début 2012, 5 ans après son dernier album, sort L'homme dont les bras sont des branches, après une tournée de plusieurs mois au Québec. L'album, surnommé HDBB, est enregistré dans les conditions du live, avec les musiciens qui l'ont accompagné en tournée : André Papanicolaou à la guitare, Guillaume Chartrain à la basse et Marc Chartrain à la batterie.

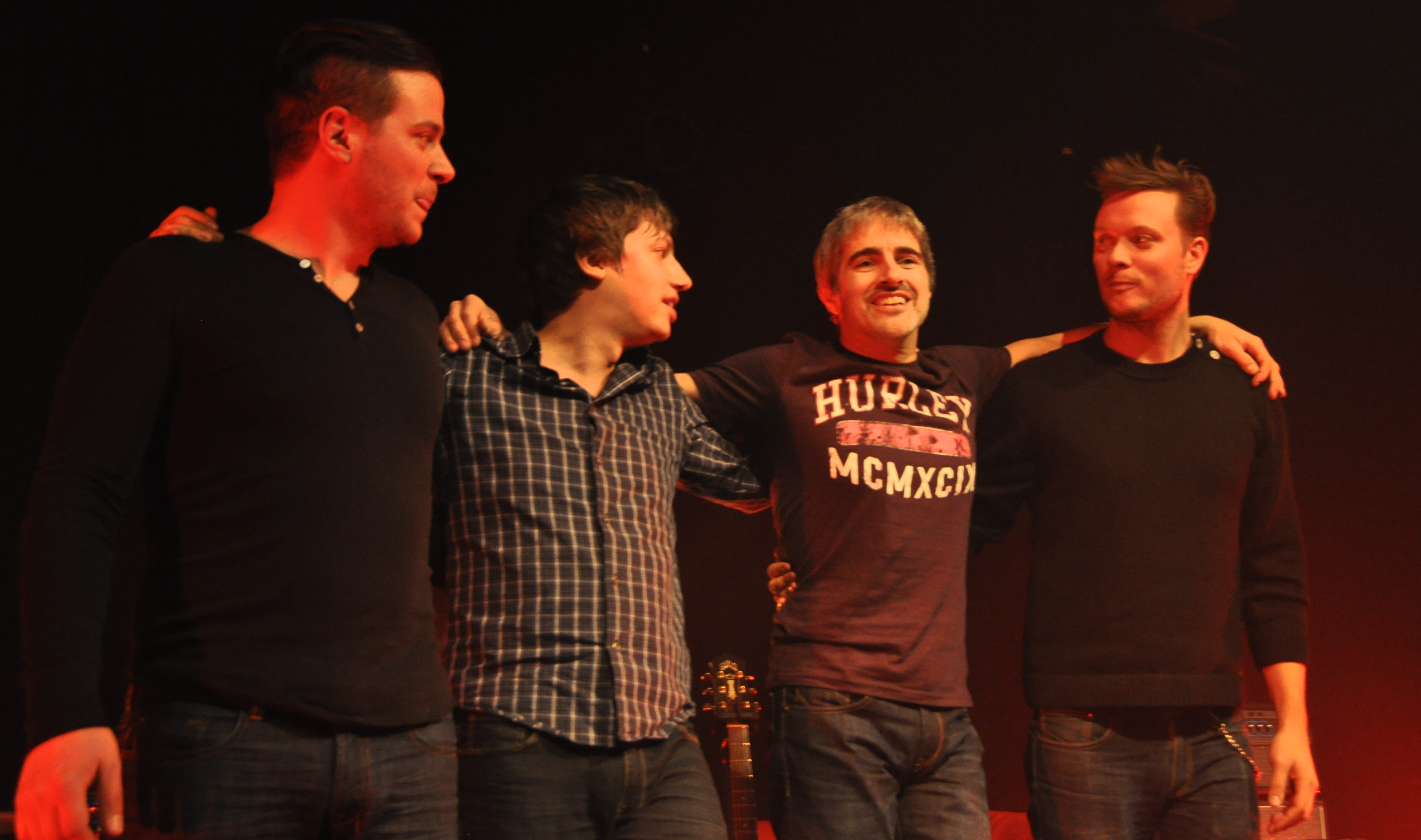
Daran et son « band québécois » au lancement du HDBB à Québec

 Les textes sont principalement écrits par Pierre-Yves Lebert. On y retrouve aussi Christophe Miossec, qui avait déjà signé des textes pour Pêcheur de pierres et Le Petit Peuple du bitume, ainsi que deux nouveaux auteurs, Jérôme Attal et Polo (Pierre Lamy). À l'occasion de la sortie de l'album, un site officiel est lancé au Canada, faisant suite au sité basé en France. L'album est aussi publié en version collector, accompagné d'un livre de photos, signé, tout comme Daran, One week in Soho, par Rémi Coignard-Friedman, intitulé Aller simple pour Montréal. Il relate la tournée du HDBB à travers le Québec. Le livre présente aussi des témoignages de proches de Daran.
Daran repart en tournée à la rentrée 2012 avec son « band québécois » dans tout le Québec, ainsi que dans les autres provinces du Canada.
En 2013, Daran poursuit sa tournée au Québec. À la suite de la sortie officielle du HDDB en Europe le 13 mai, une tournée est annoncée pour le premier semestre, avec des dates en France et en Belgique, notamment au Francofolies de Spa, dont il est un habitué. Après quelques concerts à nouveau au Québec, Daran revient en France pour quelques dates.
Daran enregistre alors deux singles : une nouvelle version de Une sorte d'église (sur Pêcheur de pierres), d'après la version de son ami Louis-Jean Cormier interprétée à l'occasion d'une émission télévisée au Québec, et une nouvelle version de Une caresse, une claque (du HDBB).
En mars 2014, dernière tournée du HDBB, avec Jocelyn Tellier à la guitare, Vincent Carré à la batterie, et Louis Lalancette à la basse. Le 14 octobre 2014, sort au Québec l'album Le Monde perdu ; il sort début novembre en Europe.
En septembre 2014, sort Trop forte, chanson composée pour Maurane, premier single de son album à paraître, dont les paroles sont écrites par Pierre-Yves Lebert. À la mi-septembre, Daran publie sur Youtube le premier extrait de son nouvel album, Gens du voyage, dont le texte est écrit, comme à l'accoutumée, par Pierre-Yves Lebert. L'album Le monde perdu est publié peu après.
En novembre 2017, sort l'album Endorphine, dont les  extraits Je repars et Elle dit ont beaucoup tourné sur les ondes canadiennes. L'album est nommé Album rock de l'année à l'Adisq. Il fait aussi l'objet d'un enregistrement « live » au Club Soda de Montréal qui est paru en format vinyle en 2018.
Depuis qu'il vit à Montréal et à la suite de la production de l'album White Sage de Kensico au studio de Dave Catching (Eagles of death metal), le célèbre Rancho de la luna à Joshua Tree CA, Daran s'est déplacé plusieurs fois à Los Angeles ; il a travaillé en production avec des acteurs de la « scène du désert » californien, Alain Johannes ( Queens Of The Stone Age, Mark Lanegan, Foo Fighters, Desert Sessions, PJ Harvey, Arctic Monkeys), Chris Goss (Mark Lanegan, UNKLE, Queens Of The Stone Age, Kyuss, Soulwax, Melissa Auf Der Maur), Mathias Schneeberger (Mark Lanegan, The Gutter Twins, Twilight Singers, Foo Fighters, Joseph Arthur)  ou encore au Carriage House pour le mixage de son album Le Monde perdu, avec Sheldon Gomberg (Ben Harper, Rickie Lee Jones, Joseph Arthur).
En 2022, il enregistrer son onzième album (sortie et tournée prévus 2023/2024).

## Discographie
45 tours vinyls :
- 1985 : Prête-moi tes yeux / Laisse un message et Cover girl / Toxico
- 1987 : Tellement / Bangkok
- 1989 : Tête à l'envers / Sans ton désir

Albums :
- 1992 : J'évite le soleil (avec Daran et les chaises)
- 1994 : Huit barré (avec Daran et les chaises)
- 1997 : Déménagé
- 2000 : Augustin & Anita
- 2003 : Pêcheur de pierres
- 2007 : Le Petit Peuple du bitume
- 2009 : Couvert de poussière[6]
- 2012 : L'homme dont les bras sont des branches
- 2014 : Le Monde perdu
- 2017 : Endorphine[7]
- 2018 : Live à Montréal[8]
- 2024 : Grand hôtel apocalypse

## Participations
- 1989 : Composition des titres Feeling en noir et Joh-Daï pour Julie Pietri sur l'album La légende des madones.
- 1993 : Composition, guitare, claviers et chœurs sur l'album Laissez-les moi, d'Alana Filippi.
- 1996 : Nouvel arrangement sur le titre Élisa, pour un album de Jane Birkin.
- 2000 : Musique originale du court métrage Le Cadavre qui voulait qu'on l'enterre.
- 2001 : Duo avec Florent Pagny sur L'Eau.
- 2002 : Composition du titre Au bord des routes, pour Johnny Hallyday (album À la vie, à la mort).
- 2002 : Composition du titre Anonyme, pour Patrice Maktav.
- 2002 : Musique originale du court métrage Nulle part où aller.
- 2002 : Reprise de L'Idole et l'enfant, de Boby Lapointe sur l'album Boby Tutti-Frutti - L'hommage délicieux à Boby Lapointe de Lilicub.
- 2003 : Composition et réalisation des titres La folie d'un ange, Mon amour oublie que je l'aime, Sur mesure et Guérir pour Florent Pagny sur l'album Ailleurs land.
- 2003 : Musique originale du film Quand je vois le soleil.
- 2004 : Composition du titre Le succès rend con, pour Steeve Estatof.
- 2004 : Composition du titre Invisible, pour Sylvie Vartan.
- 2004 : Composition du titre Silenzio e pace, pour Florent Pagny.
- 2006 : Composition du titre S'il n'est pas trop tard, pour Johnny Hallyday (album Ma vérité).
- 2006 : Composition des titres Le mur, Là où je t'emmenerai, Ça change un homme, J'ai beau vouloir et réalisation de l'album Abracadabra, pour Florent Pagny.
- 2006 : Composition et réalisation des titres Concorde, Les villes hostiles, Sature, Je ne suis pas ce que je suis, On est planté, Ce qui s'offre, L'oiseau-tonnerre et Un motel à Keeseeme, pour Michel Sardou sur l'album Hors format.
- 2007 : Composition et réalisation des titres Si aujourd'hui, Je me suis envolée, Dernier Voyage, Les anémones, Le bonheur et Tout ce que j'aimais, pour Maurane sur l'album Si aujourd'hui.
- 2007 : Duo avec Maurane sur la chanson Dernier voyage
- 2008 : Composition du titre Jours confus, pour Buzy
- 2009 : Composition du titre Tout ce cirque, pour Johnny Hallyday (single)
- 2010 : Composition des titres Ça viendra forcément, L’humaine différence et Nuits blanches à Rio pour Michel Sardou, pour son album Être une femme 2010
- 2011 : Composition des titres de la bande originale du film de Kad Merad, Monsieur Papa.
- 2012 : Réalisation et arrangements de l'album Le Paradis des Fous de Félicia
- 2012 : Composition et arrangements des titres Un tableau de Hopper et L'attente (single, texte de Christophe Miossec) pour Johnny Hallyday sur l'album éponyme.
- 2013 : Composition du titre La fêlure pour Garou.
- 2014 : Réalisation, arrangements, enregistrement, guitares et basses de l'album White Sage de Kensico
- 2014 : Réalisation, arrangements et enregistrement de l'album L'autre bout du globe de Bastien Lucas
- 2014 : Composition de Trop forte pour Maurane.
- 2014 : Composition du titre Si j'avais su la vie pour Johnny Hallyday (album Rester vivant).
- 2014 : Composition du titre L'amour et l'air pour Maurane.
- 2016 : Réalisation, enregistrement et mixage de l'album Mile end de Thomas Hayward
- Réalisation, arrangements, enregistrement et mixage de l'album The Bright Side of the Dumpster du groupe Light Bulb Alley
- 2016 : Composition des titres La langue que je parle et Ma tristesse est n'importe où pour Patricia Kaas
- 2018 : Réalisation, arrangements, enregistrement et mixage de l'album Comme June aime Johnny d'Alicia Deschênes
- 2019 : Réalisation, arrangements, enregistrement et mixage de l'album Aime la vie[9] de Florent Pagny (Compositeur de trois chansons sur l'album, musicien )
- 2019 : Réalisation, arrangements, enregistrement et mixage de l'EP de Jocelyn Lagarigue / Ofense
- 2020 : Réalisation, arrangements, enregistrement et mixage de l'EP de Jérôme Pinel[10]
- 2020 : Production de l'album Kiss The Ghost Goodbye de Kensico  (L.A.)
- 2020 : Réalisation, arrangements, enregistrement et mixage de l'album Les mauvaises langues[11] d'Alicia Deschênes (sortie février 2021).
- 2020 : Composition de Deux sortes d'homme[12]pour Johnny Hallyday[13]
- 2021 : Réalisation, arrangements, enregistrement et mixage de l'album EECLOO[14] de Daphné Swân
- 2021 : Réalisation, arrangements, enregistrement et mixage de l'album de Jérôme Pinel
- 2021 : Réalisation, arrangements, enregistrement et mixage de l'EP L'amour réaliste[15] de Bartleby
- 2021 : Réalisation, enregistrement et mixage de l'album du groupe belge Atomique Deluxe[16]
- 2022 : Composition, arrangements, enregistrement et mixage de la chanson L'impasse pour Moran
- 2022 : Réalisation, enregistrement et mixage de l'EP du groupe Ravage Club
- 2023 : Réalisation, enregistrement et mixage de l'album d' Alicia Deschênes (à paraître en 2023)